# Čachtice
Čachtice (em alemão: Schächtitz; húngaro: Csejte) é um município da Eslováquia, situado no distrito de Nové Mesto nad Váhom, na região de Trenčín. Tem 32,57 km² de área e sua população em 2018 foi estimada em 3.939 habitantes.

## Demografia
| Ano:        | 1994 | 2004   | 2014    | 2024    |
| ----------- | ---- | ------ | ------- | ------- |
| Broj ljudi: | 3577 | 3626   | 4010    | 3605    |
| Razlika:    |      | +1,36% | +10,59% | -10,09% |

| Ano:               | 2023 | 2024   |
| ------------------ | ---- | ------ |
| Número de pessoas: | 3620 | 3605   |
| Diferença:         |      | -0,41% |